# Bai Jingting
Bai Jingting (xinès simplificat: 白敬亭, pinyin: Báijìngtíng) (15 d'octubre de 1993 -) és un actor, cantant i emprenedor xinès. És conegut pels seus papers a les sèries The First Frost, Always On The Move, Destined, New Life Begins, Reset, You Are My Hero, pel programa de varietats Who's the Murderer i per la pel·lícula Yesterday Once More . El 2019, Forbes Xina va incloure Bai a la categoria "30 Under 30 Asia", per les seves contribucions en els camps professionals. Ha descobert la seva escultura de cera al Madame Tussauds de Pequín, Xina. El febrer de 2025, va establir un rècord en convertir-se en el primer i únic artista a aconseguir l'índex de popularitat de 3 plataformes Tencent, iQIYI i Youku, i els seus quatre drames van aconseguir aquest paràmetre.
Bai és el fundador del marxandatge i la cafeteria 'GoodBai', i el gestor artístic de 'Bai Jingting Studio'. Apareix regularment a la llista Forbes China Celebrity 100. Fins al 2025, durant cinc anys consecutius, cadascun dels seus drames va ser un èxit rotund, amb una mitjana de 40 milions de visualitzacions per episodi.

## Primers anys de vida i negocis
Bai va néixer al districte de Huairou, a Pequín, i és d'ascendència manxú . La seva família pertanyia a una família modesta. Va completar els seus estudis a l'escola secundària del temple de Hongluo i a l'institut Huairuo Hongluosi de Pequín, on es va centrar en la música i els esports, en particular en el salt d'alçada i el bàsquet. Va ser el campió de salt d'alçada a l'escola secundària. De ben petit, va començar a aprendre a tocar alguns instruments musicals. Va inscriure's a classes de piano i, durant una competició nacional, va obtenir el certificat de competència de "Grau 10" en "Avaluació d'artistes no professionals". Va participar a la "Competició de bàsquet amateur" de la Xina i, a més, va aprendre a tocar la guitarra. Es va graduar al Conservatori de Música de la Universitat Normal Capital (CNU), especialitzant-se en "Arts de la Gravació". Durant el curs acadèmic, com a becari, es centraria en la seva carrera d'actor.

### Iniciatives empresarials
Bai va seguir una direcció de desenvolupament independent; per tant, no va acceptar ofertes d'agències de talents. Va decidir muntar el seu propi estudi i fer-se un lloc a la indústria de l'entreteniment. El 2017, va establir la seva pròpia agència anomenada "Beijing Leben Film & Television Culture Media Co. Ltd", especialitzada en el disseny, la producció i la distribució de sèries de televisió i pel·lícules.
El 2021, Bai va fundar la seva pròpia marca de marxandatge «GoodBai», i es va associar amb el dissenyador Shangguan Zhe per introduir una línia de roba sota la seva marca, juntament amb una línia de calçat, «ZE by Sankuanz». El 5 de gener de 2022 es va registrar "Zhe Tinghao (Shanghai) Brand Management Co. Ltd", el seu nom en anglès és 'GoodBai'. A Xangai, va obrir el seu primer cafè anomenat "GoodBai Café", aprofitant l'impuls de la seva reeixida marca de marxandatge a la mateixa zona.
El 2022, la marca de roba de Bai, "Goodbai", va debutar a la llista de les "10 marques de moda que més agraden al consumidor xinès". El 2023, la marca va organitzar botigues pop-up a París i Singapur, durant els esdeveniments promocionals de la borsa de moda. El setembre de 2023, la marca va col·laborar amb Crocs, una empresa de calçat americana, per llançar una edició exclusiva de les sabates "Classic Clog". El 2024, es va associar amb el patrimoni de Levi's per produir col·leccions personalitzades per popularitzar el producte a través del màrqueting experiencial.

## Carrera d'actor

### 2014-2020: Inicis
El 2014, Bai va assistir a l'Acadèmia de Cinema de Pequín per millorar les seves habilitats d'actuació. Després de graduar-se va rebre papers menors en diverses sèries. Va debutar a la sèrie Back in Time, una adaptació de la novel·la de Jiu Yehui . El 2015, va obtenir reconeixement per la seva actuació com a "Yu Chuyuan" a The Whirlwind Girl, una sèrie d'arts marcials basada en la novel·la de Ming Xiaoxi.
El 2016, Bai va debutar amb la pel·lícula romàntica Yesterday Once More, que va superar els 100 milions de iens en tres dies des de la seva estrena. Va guanyar popularitat a través del programa de varietats Who's the Murderer . El 2017, va protagonitzar el drama juvenil Rush to the Dead Summer, on la seva interpretació de "Lu Zhiang" va obtenir una bona acollida, i el drama històric The Rise of Phoenixes, que va ser ben rebut.
El 2020, Bai va debutar com a protagonista al drama romàntic Amor irreemplaçable . Va aconseguir el seu gran èxit quan va interpretar un jove becari corporatiu al remake xinès aclamat per la crítica de la sèrie sud-coreana Misaeng, titulat Ordinary Glory . La seva sèrie Target Person va aconseguir una puntuació de 8,7 punts a Douban i 9,3 a Zhihu.

### A partir del 2021: popularitat creixent
El 2021, Bai va protagonitzar el drama esportiu Ping Pong com a jugador de tennis taula. La seva popularitat va augmentar quan va interpretar el paper de SWAT "Xing Kelei" al drama romàntic mèdic militar You Are My Hero, que va quedar en primer lloc i va obtenir més de 750 milions de visualitzacions a Tencent.
El 2022, Bai va protagonitzar Reset com a "Xiao Heyun", que està atrapat en un bucle temporal. Va superar els 1.800 milions de visualitzacions a Tencent Video en una setmana, va aconseguir un índex de popularitat de 30.000, i li va valer el primer lloc a la "Llista d'índex de personatges". Va protagonitzar les sèries històriques New Life Begins i Destined, ambdues van tenir èxit internacional i es va convertir en el drama més ràpid a iQIYI a arribar a l'índex de popularitat de 10.000. El 2024, el seu drama d'època Always On The Move, on interpreta un agent de policia ferroviari, va batre el rècord de drama més vist en horari de màxima audiència, aconseguint un 4% d'índex d'audiència CVB, que és el més alt de la història de CCTV-8 . Va obtenir reconeixement al programa de varietats Natural High, que va guanyar molts premis.
El 2025, Bai va protagonitzar The First Frost com a "Sang Yan" , una adaptació de la novel·la romàntica de Zhu Yi, que durant el seu llançament va ocupar el 6è lloc a nivell mundial a Netflix . Va establir el rècord d'aconseguir l'índex de popularitat més ràpid de 10.000 en 2 dies, va superar els 1.600 milions de visualitzacions en un mes a Youku i li va valer el premi al "Millor artista del mercat global".

## Carrera musical
Bai va cantar la banda sonora de la seva sèrie durant els primers anys de la seva carrera. El desembre de 2017, va participar al concert de Cap d'Any de Hunan Television i va interpretar una versió per a piano de "Light Chaser", cantada originalment per Yoyo Sham . El maig de 2021 va publicar el seu primer senzill en solitari , No Added Sugar: Zero, a Happy Camp]] i NetEase Cloud Music, del qual va escriure la lletra. Va participar a la 4a Gala de la Televisió Central de la Xina, on va cantar "Salutació Militar". El 2022, va presentar una versió per a piano del Cànon de Pachelbel, el principal motiu musical de la sèrie Reset, per commemorar la seva conclusió.
El novembre de 2023, durant l'esdeveniment "Golden Roc Night" celebrat a Shenzhen, Bai va interpretar les seves cançons "Moon Landing" i "Don't Go". El 2024, va ser l'artista estrella durant la Gala del Festival de Primavera del Drac de China Media Group]] . En 2025, cantó "El hombre invisible" de la banda sonora de The First Frost, originalment de l'àlbum A Perfect Day de Stefanie Sun del 2005; va ser classificada entre les "10 millors cançons" a les plataformes de streaming. Al final de la sèrie, va interpretar una interpretació al piano de la cançó "Willful", composta originalment per Mayday, una banda taiwanesa . El 20 d'abril de 2025, es va unir a Mayday com a convidat especial, interpretant dos duets amb Ashin durant el seu concert de celebració del 25è aniversari al Centre Olímpic de Tianjin . Aquesta actuació va aconseguir la fita de YouTube de 10 milions de visualitzacions en una setmana després del seu llançament a B'in Music.

## Portaveu i ambaixador
Bai és la cara de moltes marques nacionals i internacionals. És nomenat ambaixador global de la marca Fragrance Versace, Montblanc Eyewear, Louis Vuitton, Cartier, Tom Ford Fragrance, Farfetch, Crocs, Red Bull, Sulwhasoo , HUALUXE Hotels & Resorts, Nescafé, L'Oréal, KFC, OPPO, Junlebao, Vatti i RedBMX, Xina. El 2021, es va convertir en portaveu de L'Occitane a la Xina i va presentar productes per a la cura de la pell en la seva primera campanya amb la marca francesa per a la regió Àsia-Pacífic .
El 2023, Bai es va convertir en el primer portaveu xinès de Gentle Monster, una marca líder en ulleres sud-coreana, i de Converse, una empresa americana d'estil de vida. Va presentar la col·lecció d'ulleres premium de Montblanc, que representa la filosofia del disseny i la sofisticació moderna, durant l'esdeveniment «Tardor/Hivern 2023». A més, va assistir al "SS22 Shanghai Spin-Off Show" de Louis Vuitton com a celebritat asiàtica a París . El desembre de 2024, va ser anunciat com a ambaixador de la marca Salomon Group, una marca esportiva francesa. El 2025, com a ambaixador de la marca, va assistir a la « Cartier Nature Sauvage Gala» celebrada a la National Gallery de Singapur .
Bai va cridar l'atenció inicialment com a model abans de passar a la interpretació. Va participar en concursos de models i va obtenir reconeixement per les seves habilitats. És una figura eminent en el món de la moda i apareix regularment a Vogue, GQ, Harper's Bazaar, Elle, L'Officiel Hommes, Esquire, Dazed, Marie Claire, Lion, Cosmopolitan, Uno China, New York Times, Condé Nast Traveler, Men's Folio, Arena, NeufMode, Style, WSJ, T Magazine i altres revistes internacionals d'elit.

## Filantropia i imatge mediàtica
Bai és conegut pels seus esforços filantròpics, donant suport a diverses causes benèfiques relacionades amb l'educació i l'alleujament de la pobresa. Va conscienciar la gent sobre els nens autistes donant suport a la Fundació Infantil de la Xina i al Centre de Formació en Rehabilitació Auditiva i del Llenguatge Tianyun a Tongzhou, Pequín ; va donar 2 milions de iens a la Fundació d'Ajuda de la Xina, proporcionant subministraments a les zones afectades per les fortes pluges del nord-est de la Xina i contribuint als esforços de socors per al terratrèmol de Jishishan del 2023 a Gansu. El gener de 2025, Bai va donar 1 milió de iens per a l'ajuda al terratrèmol del Tibet a través de la Fundació per al Desenvolupament Rural de la Xina.
A l'abril de 2025, Bai tenia més de 4 milions de seguidors a Instagram i més de 36 milions a Weibo . El seu èxit dins la indústria, tant de la crítica com de la comercial, li va valer el títol de "Déu dels Ídols Contemporanis". El 2025, va ocupar el primer lloc entre els "10 millors artistes de drames C dels mercats globals", va obtenir la posició més alta al "Rànquing Internacional de Talents", va ocupar el primer lloc entre els "Artistes xinesos més famosos i populars", va ocupar el segon lloc entre les "5 millors celebritats de la generació Z", va ocupar el quart lloc entre els "5 millors actors en habilitats d'actuació", va ocupar el primer lloc entre els "5 millors IP i influencers de moda asiàtics" i el segon lloc entre les "Celebritats més atractives" pels avals de la marca a Douyin . El 2024, va ocupar el primer lloc a la llista de "l'actor xinès més buscat a Douyin " amb 3 milions d' espectadors. Va ser inclòs entre els «10 actors més guapos» i els «20 actors xinesos més prometedors». El 2022, va ocupar el 9è lloc a la llista dels "10 millors actors xinesos emergents" i el 6è a la llista dels "10 millors cerques populars de famosos a Weibo".

### Litigis
El desembre de 2024, després de patir un any de ciberassetjament, Bai va presentar una demanda per difamació contra "Li i Fang Moumou" al·legant que van distorsionar i fabricar fets maliciosament, fent creure falsament que havia interferit en una actuació durant la Gala del Festival de Primavera, cosa que constituïa una violació dels seus drets de reputació. La Televisió Central de la Xina va confirmar que el programa va transcórrer tal com s'havia assajat i que Bai era innocent. El febrer de 2025, el Tribunal d'Internet de Pequín va fallar a favor de Bai, afirmant que els acusats no van presentar proves per fonamentar les seves acusacions. Se'ls va ordenar que demanessin disculpes públicament i indemnitzessin amb 35.000 iens pels danys causats.

## Filmografia

### Film/sèrie web
| Any  | Títol                     | Personatge    | Observació                | Ref.    |
| ---- | ------------------------- | ------------- | ------------------------- | ------- |
| 2015 | Amor per la màgia         | Jiang Yizhe   | Curtmetratge              | [ 102 ] |
| 2015 | Manera única              | Lu Shu        | Curtmetratge              | [ 102 ] |
| 2016 | Ahir una altra vegada     | Gao Xiang     | Rol principal             | [ 103 ] |
| 2019 | La Xina jove als titulars | Yang Xiangguo | Curtmetratge              | [ 104 ] |
| 2021 | La nostra nova vida       |               | Cameo                     | [ 105 ] |
|      | Mantingueu-vos realistes  | Wang Changhai | Comèdia de ciència-ficció | [ 106 ] |

### Sèries de televisió
| Any  | Títol                                                  | Personatge      | Observació      | Ref.    |
| ---- | ------------------------------------------------------ | --------------- | --------------- | ------- |
| 2014 | Back in Time                                           | Qiao Ran        | Second Lead     | [ 107 ] |
| 2014 | Wonder Lady                                            | Xiao Bai        | Cameo           |         |
| 2015 | The Whirlwind Girl                                     | Yu Chuyuan      | Main Role       | [ 108 ] |
| 2017 | Rush to the Dead Summer                                | Lu Zhiang       | Second Lead     | [ 109 ] |
| 2018 | The Rise of Phoenixes Ep:13 Onwards                    | Gu Nanyi        | Supporting Role | [ 110 ] |
| 2020 | Ordinary Glory                                         | Sun Yiqiu       | Main Role       | [ 111 ] |
| 2020 | Target Person                                          | Hao Ran         | Main Role       | [ 112 ] |
| 2020 | Irreplaceable Love                                     | Li Luoshu       | Lead Role       | [ 113 ] |
| 2021 | Ping Pong                                              | Xu Tan          | Lead Role       | [ 114 ] |
| 2021 | You Are My Hero                                        | Xing Kelei      | Lead Role       | [ 115 ] |
| 2021 | Octogenarians And The 90s                              | Guo Sanshuang   | Main Role       | [ 116 ] |
| 2021 | New Generation Story 5: Because I Have a Home Ep:33-40 | Zhuang Xiaodong | Main Role       | [ 117 ] |
| 2022 | Reset                                                  | Xiao He Yun     | Lead Role       | [ 118 ] |
| 2022 | New Life Begins                                        | Yin Zheng       | Lead Role       | [ 119 ] |
| 2023 | Destined                                               | Gu Jiusi        | Lead Role       | [ 120 ] |
| 2023 | Never Too Late                                         | Zhou Ye Wen     | Main Role       | [ 121 ] |
| 2024 | Always On The Move                                     | Wang Xin        | Lead Role       | [ 122 ] |
| 2025 | The First Frost                                        | Sang Yan        | Lead Role       | [ 123 ] |
| 2025 | Justifiable Defense                                    | Li Mufeng       | Main Role       | [ 124 ] |
|      | Mobius                                                 | Ding Qi         | Lead Role       | [ 125 ] |

### Treballs de doblatge
| anys | Títol                      | Observació         |
| ---- | -------------------------- | ------------------ |
| 2021 | Documental històric "Xina" | Episodi 3: Torrent |

## Programes de varietats estable
| Year | Title                       | Role                                      | Ref.    |
| ---- | --------------------------- | ----------------------------------------- | ------- |
| 2015 | Survivor Games              | Cast Member                               | [ 126 ] |
| 2016 | Who's the Murderer          | Cast Member                               | [ 127 ] |
| 2016 | Fighting Man                | Cast Member                               | [ 128 ] |
| 2017 | Who's the Murderer Season:2 | Cast Member                               | [ 129 ] |
| 2017 | Who's the Murderer Season:3 | Cast Member                               | [ 130 ] |
| 2018 | Twenty-Four Hours Season:3  | Cast Member                               | [ 131 ] |
| 2018 | Who's the Murderer Season:4 | Cast Member                               | [ 132 ] |
| 2019 | Dunk Of China Season:2      | Contestant Amateur Basketball Competition | [ 133 ] |
| 2019 | Who's the Murderer Season:5 | Cast Member                               | [ 134 ] |
| 2020 | Who's the Murderer Season:6 | Cast Member                               | [ 135 ] |
| 2022 | The Oasis                   | Cast Member                               | [ 136 ] |
| 2023 | Natural High                | Cast Member                               | [ 137 ] |
| 2024 | Natural High Season:2       | Cast Member                               | [ 138 ] |

## Discografia
| Any  | Títol                    | Artista      | Ref.    |
| ---- | ------------------------ | ------------ | ------- |
| 2021 | Sense sucre afegit: Zero | Bai Jingting | [ 139 ] |
| 2023 | No hi vagis              | Bai Jingting | [ 140 ] |
| 2023 | aterratge a la Lluna     | Bai Jingting | [ 140 ] |

### Bandes sonores de sèries de televisió
| Any  | Títol                             | Àlbum                 | Socis                                         | Ref.    |
| ---- | --------------------------------- | --------------------- | --------------------------------------------- | ------- |
| 2014 | Un fil                            | Enrere en el temps    | Bai Jingting                                  | [ 141 ] |
| 2014 | Una carretera                     | Enrere en el temps    | with Yang Jue, Du Weihan                      | [ 141 ] |
| 2016 | Confusió de la joventut           | Ahir una altra vegada | with Li Hongyi]], Ding Guansen & Zhao Wenlong | [ 142 ] |
| 2016 | Lluitem Theme Song                | Home de lluita        | with Jing Boran, Yang Shuo                    | [ 142 ] |
| 2021 | Glòria del ping-pong              | Ping-pong             | with Timmy Xu                                 | [ 143 ] |
| 2021 | Una esquerra i una dreta          | Ping-pong             | Bai Jingting                                  | [ 143 ] |
| 2022 | El guerrer solitari (Gu Yong Zhe) | Arcane                | Chinese Version Original song by Eason Chan   |         |
| 2023 | Desig de ser com el vent          | Destinat              | with Yi Dong                                  | [ 144 ] |
| 2023 | Color veritable                   | Destinat              | Bai Jingting                                  | [ 144 ] |
| 2025 | L'home invisible                  | The First Frost       | Bai Jingting                                  | [ 145 ] |

### Interpretació de piano
| Any  | Versió per a piano               | Artista           | Nota                                               | Ref.    |
| ---- | -------------------------------- | ----------------- | -------------------------------------------------- | ------- |
| 2018 | Caçador de llum (Zhui Guang Zhe) | Bai Jingting      | [Hunan New Year Concert Original singer: Yoyo Sham |         |
| 2022 | El Cànon de Pachelbel            | Bai Jingting      | Reset Signature Ringtone                           | [ 146 ] |
| 2025 | Voluntari                        | with Zhang Ruonan | Original Band: Mayday                              | [ 147 ] |

### Concerts en directe
| Any  | Títol                                     | Events                                | Artista                                             | Ref.    |
| ---- | ----------------------------------------- | ------------------------------------- | --------------------------------------------------- | ------- |
| 2018 | Chengdu                                   | New Year Concert                      | Bibi Zhou, Jennifer Chan & Bai Jingting             |         |
| 2019 | I Love You, China                         | 70th Anniversary: Foundation of China | Various artists & Bai Jingting                      |         |
| 2020 | Want To See You (Xiang Jian Ni)           | China TV Drama Awards                 | Tan Songyun and Bai Jingting                        | [ 148 ] |
| 2020 | Your Answer (Ni De Da An)                 | Year Of Fighting Event                | Huang Xiaoyun and Bai Jingting Entertainment Circle | [ 148 ] |
| 2021 | Military Salute                           | China Central TV Gala                 | Vin Zhang and Bai Jingting                          |         |
| 2021 | Goodnight                                 | JD 618 Night Event                    | Xiao Gui and Bai Jingting                           |         |
| 2021 | Sparrow                                   | JD 11.11 Night Event                  | Lee Young-ho and Bai Jingting                       |         |
| 2022 | The Lone Warrior                          | Summer Graduation Concert             | Zhou Shen and Bai Jingting                          | [ 149 ] |
| 2023 | Don't Go                                  | Douyin Wonderful Night Event          | Jike Junyi and Bai Jingting                         | [ 150 ] |
| 2024 | Passing By                                | NZND Concert                          | Wei Daxun and Bai Jingting                          | [ 151 ] |
| 2024 | Climbing Spring Mountain (Shang Chunshan) | Spring Festival Gala                  | Wei Chen, Wei Daxun and Bai Jingting                | [ 151 ] |
| 2025 | Willful                                   | Mayday "Back To That Day" Concert     | Ashin and Bai Jingting                              | [ 152 ] |
| 2025 | Step By Step                              | Mayday "Back To That Day" Concert     | Ashin and Bai Jingting                              | [ 153 ] |

### Aparicions en videoclips musicals
| Any  | Títol                                    | Artista       | Canal      | Ref.    |
| ---- | ---------------------------------------- | ------------- | ---------- | ------- |
| 2025 | Voluntari The First Frost                | Mayday        | B'in Music | [ 154 ] |
| 2025 | Estic tan enamorat de tu The First Frost | Xiao Bingchih | B'in Music | [ 155 ] |

## Assoliments i honors
| Any  | Cerimònia de lliurament de premis                                          | Títol                                            | Nota                               | Premi     | Resultat |
| ---- | -------------------------------------------------------------------------- | ------------------------------------------------ | ---------------------------------- | --------- | -------- |
| 2015 | Star Show Award Ceremony                                                   | Trendy Newcomer                                  |                                    | Guanyador | [ 156 ]  |
| 2015 | China TV Drama Ceremony Jury Award                                         | Best New Actor                                   | The Whirlwind Girl                 | Nominat   |          |
| 2016 | 13th Guangzhou Student Film Festival                                       | Favorite Character: Gao Xiang                    | Yesterday Once More                | Guanyador | [ 157 ]  |
| 2016 | 2nd OK! The Style Awards                                                   | Most Loved New Actor                             |                                    | Guanyador | [ 158 ]  |
| 2016 | FHM 12th Anniversary Night                                                 | Most Promising Popular Idol                      |                                    | Guanyador | [ 159 ]  |
| 2016 | Fashion COSMO Beauty Festival                                              | Youth Idol                                       |                                    | Guanyador |          |
| 2016 | Youku Young Choice Awards                                                  | Role Model                                       |                                    | Guanyador | [ 160 ]  |
| 2017 | NetEase Attitude Awards                                                    | Young Actor Award                                | Yesterday Once More                | Guanyador | [ 161 ]  |
| 2017 | Shanghai Film Critics Awards                                               | Best New Actor                                   | Yesterday Once More                | Nominat   |          |
| 2017 | The Actors of China Awards                                                 | Outstanding Actor                                | Rush to the Dead Summer            | Guanyador |          |
| 2017 | The Actors of China Awards                                                 | Best Performance By An Actor                     | Rush to the Dead Summer            | Guanyador |          |
| 2019 | 2nd Cultural & Entertainment Industry Congress                             | Fashion Trending Figure                          |                                    | Guanyador | [ 162 ]  |
| 2020 | Douyin Star Motion Night:                                                  | Best Performing Actor of the Year                |                                    | Guanyador |          |
| 2020 | Weibo Awards                                                               | Anticipated Actor of the Year                    | Ordinary Glory                     | Guanyador |          |
| 2020 | 12th China TV Drama Awards                                                 | Leap Actor of the Year                           | Ordinary Glory                     | Guanyador |          |
| 2021 | The 32nd Huading Awards                                                    | Best Actor In a Contemporary TV Series           | Ordinary Glory                     | Nominat   |          |
| 2021 | 6th China TV Drama Quality Jury Awards                                     | Media's Most Noticed Television Star             | Ordinary Glory                     | Guanyador |          |
| 2021 | 6th China TV Drama Quality Jury Awards                                     | Weibo Most Noticed Actor                         | Ordinary Glory                     | Guanyador |          |
| 2021 | Weibo Awards                                                               | Actor of the Year                                | You Are My Hero                    | Guanyador | [ 163 ]  |
| 2021 | 2nd Screen Integration Communication Ceremony                              | Vibrant Actors on Screen                         |                                    | Guanyador |          |
| 2021 | Bazaar Annual Awards                                                       | Charming ICON                                    |                                    | Guanyador |          |
| 2021 | The 16th Seoul International Drama Festival                                | Best Actor                                       | You Are My Hero                    | Nominat   | [ 164 ]  |
| 2021 | GQ Person of the Year Ceremony                                             | The Most Powerful Person                         |                                    | Guanyador |          |
| 2022 | Zhihu Awards                                                               | Actor Of the Year                                | Reset                              | Guanyador |          |
| 2023 | GQ Person Of the Year Ceremony                                             | The Most Powerful Person                         | Reset                              | Guanyador |          |
| 2023 | The 35th Huading Awards                                                    | Most Popular Actor In a Television Series        | Reset                              | Nominat   | [ 165 ]  |
| 2023 | 3rd New Era International Television Festival Conch Award                  | Most Popular Actor In the New Era                | Reset                              | Nominat   |          |
| 2023 | iQIYI TV & Movie Jury Awards                                               | Annual Influential Actor                         | New Life Begins                    | Guanyador |          |
| 2024 | Weibo Awards                                                               | Quality Actor of the Year                        | Destined                           | Guanyador | [ 166 ]  |
| 2024 | iQIYI TV & Movie Jury Awards                                               | Best Popular Actor                               | Destined                           | Guanyador |          |
| 2024 | 15th Golden Lotus Awards (Macau International Movie & Television Festival) | Best Actor                                       | Always On The Move                 | Nominat   |          |
| 2024 | China TV Drama Quality Jury Awards                                         | Breakthrough Performance By The Star of The Year | Always On The Move                 | Guanyador | [ 167 ]  |
| 2025 | Weibo Awards                                                               | Quality Actor of the Year                        | Always On The Move                 | Guanyador |          |
| 2025 | 3rd CMG China TV Drama Annual Ceremony                                     | Breakthrough Actor of The Year: Male             | Always On The Move                 | Guanyador | [ 168 ]  |
| 2025 | Tencent Video TV And Movie Award                                           | Popular Variety Show Group of the Year           | Natural High Season 2: Lets Go Now | Guanyador | [ 56 ]   |